# Калликл
Калликл (др.-греч. Καλλικλης; V в. до н.э.) — древнегреческий софист, ученик Горгия, действующее лицо платоновского диалога Горгий.
В диалоге он обсуждает позицию олигархического, прото-ницшеанского аморализма: естественное и  обоснованное господство сильных над слабыми, существование законов для поддержания власти сильных и ослабления сопротивления слабых. Калликл утверждает, что общественные институты и моральный кодекс его времени не установлены богами, но людьми, которые, конечно, преследуют свои интересы.